# Nama (isla)
Nama es una isla y municipio en el estado de Chuuk, parte de los Estados Federados de Micronesia.
Se trata de un territorio de 1,5 km de largo y 0,5 kilómetros de ancho en toda la isla, de las Islas Orientales o superiores Mortlock, que se encuentran a unos 60 km al ESE de Chuuk y 13 km NO de Losap. Nama está densamente poblada a pesar de su pequeño tamaño. Tenía 995 habitantes según datos del censo del año 2000.